# Margrethe Vestager
Margrethe Vestager (Glostrup,13. travnja 1968.) je danska političarka koja je od 2014. godine član Europske komisije kao Europska povjerenica za konkurenciju. Od 1. prosinca 2019. godine je izvršna potpredsjednica Europske komisije za Europu prilagođenu digitalnom dobu. Članica je danske socijal-liberalne stranke (Radikale Venstre).

## Biografija
Rođena je u Glostrupu, 13. travnja 1968. godine, gdje je završila osnovnu i srednju školu. Magistrirala je ekonomiju na Sveučilištu u Kopenhagenu 1993. godine.
Nakon diplomiranja dobila je posao u Ministarstvu financija gdje je radila do 1995. godine. 1998. postala je danska ministrica obrazovanja. 2001. je postala članica Parlamenta. 2011. godine postala je vođa stranke Radikale Venstre, te ministrica ekonomskih i unutrašnjih poslova. 2014. postala je član Europske komisije.